# Dragan Gajić
Dragan Gajić (født 21. juli 1984) er en slovensk håndboldspiller som spiller i MVM Veszprém KC og spillede fra 2005 til 2016, for Sloveniens herrerhåndboldlandshold.